# Chrystus na krzyżu (obraz Goi)

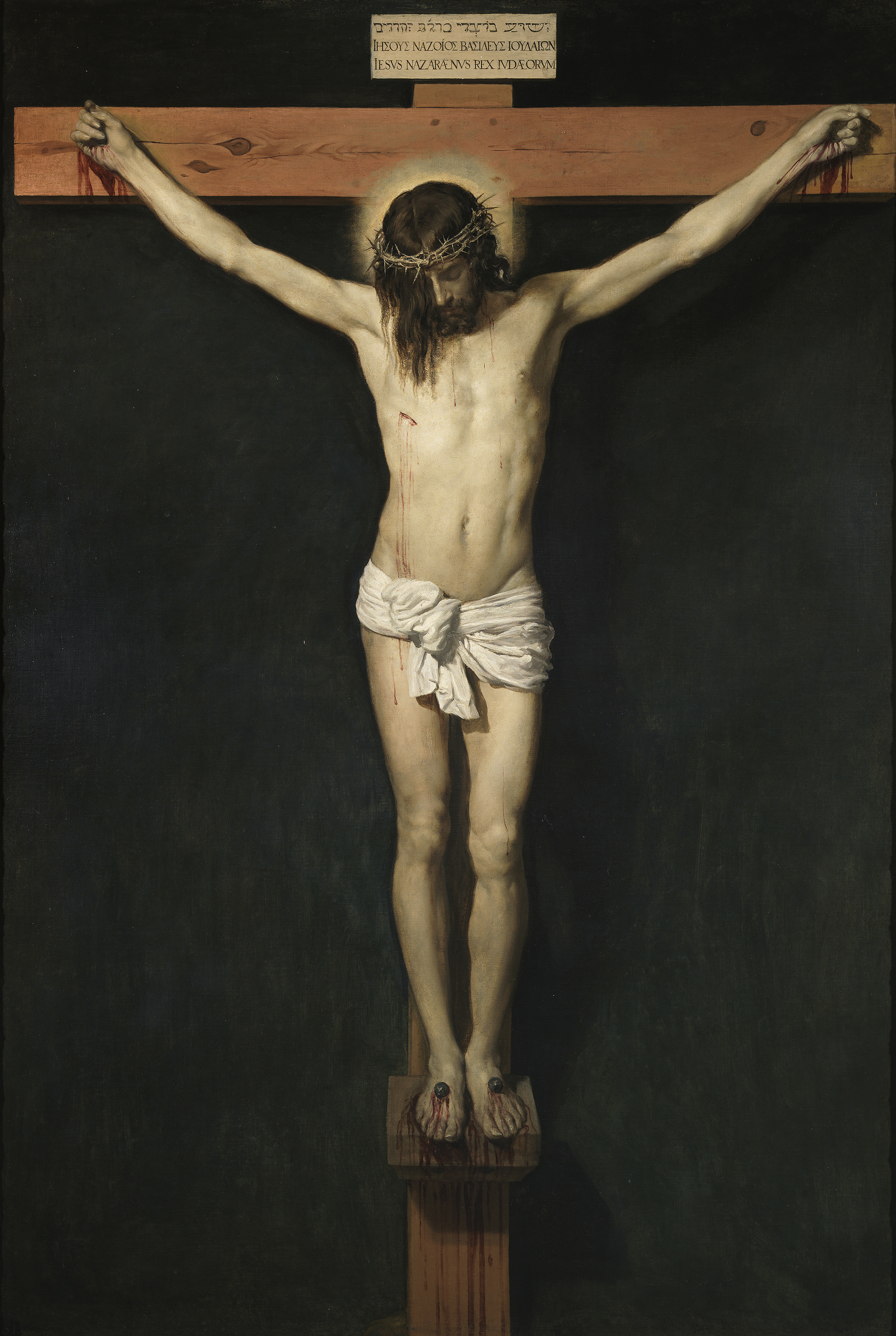
Chrystus ukrzyżowany Velázqueza z ok. 1631 roku

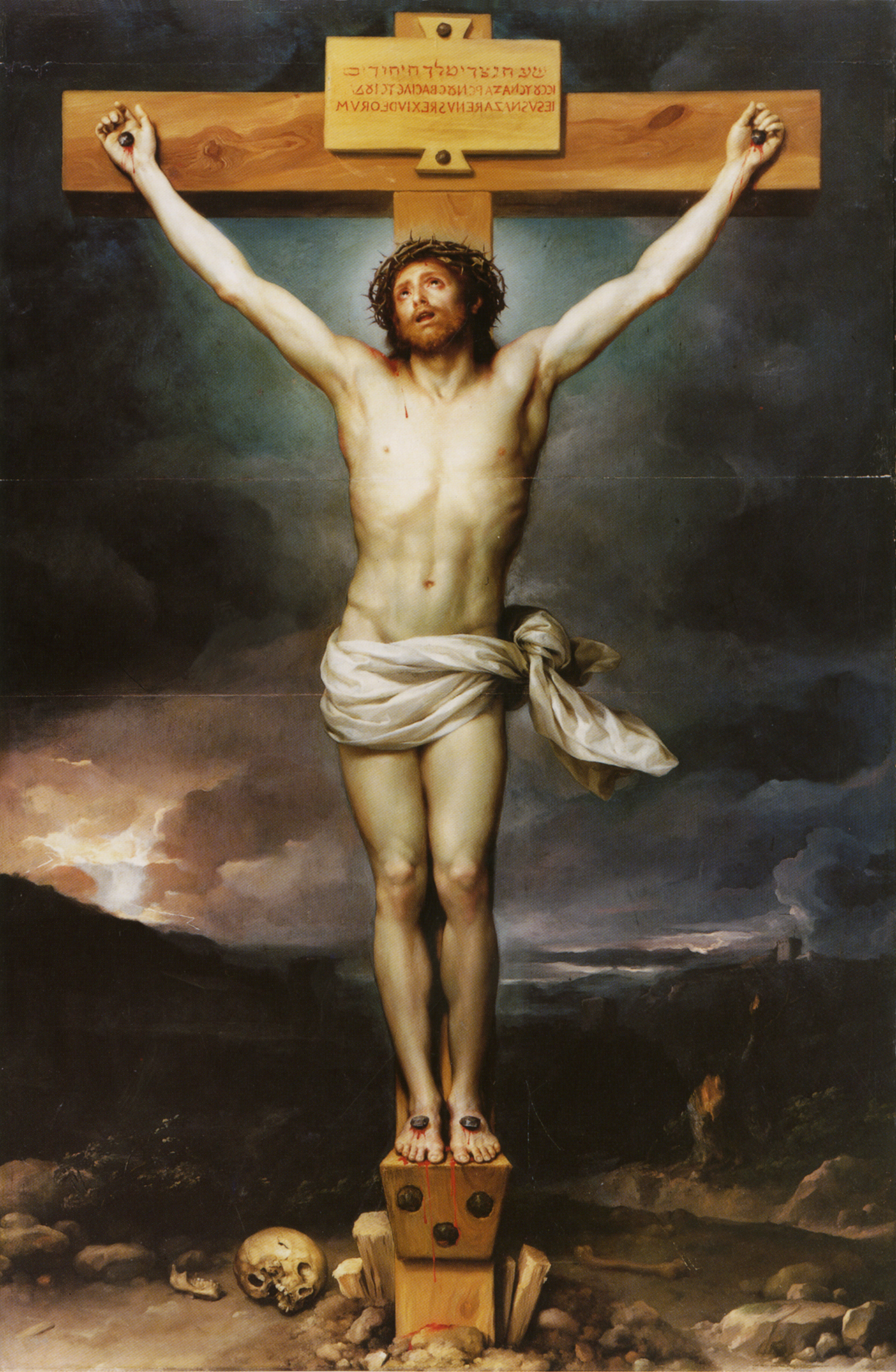
Chrystus na krzyżu Mengsa z ok. 1761–1769 roku

Chrystus na krzyżu (hiszp. Cristo Crucificado) – obraz olejny hiszpańskiego malarza Francisco Goi, dzięki któremu artysta został członkiem Królewskiej Akademii Sztuk Pięknych św. Ferdynanda w Madrycie.

## Okoliczności powstania
Goya namalował Chrystusa na krzyżu w 1780 roku. Pracował wtedy na królewskim dworze od kilku lat malując kartony do tapiserii dla warsztatów tkackich Królewskiej Manufaktury Tapiserii Santa Bárbara w Madrycie. Ta praca pozwalała Goi na wygodne życie, ale pochodzący z prowincji artysta szukał w stolicy większego uznania. W 1779 roku zmarł Anton Raphael Mengs zwalniając prestiżowe stanowisko nadwornego malarza, o które ubiegali się Goya i Mariano Salvador Maella. Ostatecznie otrzymał je Maella, który posiadał już tytuł królewskiego malarza i miał przy awansie pierwszeństwo. To niepowodzenie, które Goya odebrał jako poniżenie, zostało mu wynagrodzone, kiedy jednogłośnie wybrano go na członka Akademii Św. Ferdynanda. Na inauguracji 5 maja 1780 roku Goya przedstawił członkom komisji kwalifikacyjnej namalowanego według kanonów akademii neoklasycznego Chrystusa na krzyżu.

## Analiza
Malując Chrystusa na krzyżu Goya sięgnął do tradycyjnej hiszpańskiej ikonografii inspirując się pracami Velazqueza i Antona Rafaela Mengsa. Goya podziwiał Velázqueza, a dzięki pracy na dworze mógł studiować jego dzieła, znał zatem doskonale jego obraz Chrystus ukrzyżowany. Obraz Velázqueza został namalowany według kanonów barokowych. Postać Chrystusa widnieje na ciemnym, jednolitym tle, został przybity do krzyża czterema gwoździami, jego stopy opierają się drewnianej podpórce, a nad głową widnieje napis w trzech językach: Iesus Nazarenus Rex Iudaeorum. Goya zastosował wszystkie te elementy w swojej pracy jednocześnie ujmując scenie dramatyzmu – niemal idealne ciało Chrystusa nie nosi śladów męki, krew wokół ran jest ledwie widoczna. Skupił się na oddaniu piękna nagiego ciała, doskonałego, szlachetnego i pełnego spokoju. Postać jest skąpana w świetle, które podkreśla jej boski wymiar. Głowa Chrystusa, namalowana swobodnymi i energicznymi pociągnięciami pędzla, jest przechylona w lewą stronę i uniesiona lekko do góry. Wydaje się, że zwracający wzrok ku górze Chrystus wypowiada słowa Boże mój, Boże, czemuś mnie opuścił? (Mt 27, 46).
Goya wiedział, że takie przedstawienie ukrzyżowania odpowiadało gustom członków akademii, ukształtowanym m.in. przez niedawno zmarłego Mengsa. Była to jedna z najtrudniejszych, klasycznych kompozycji, przy której artysta musiał się wykazać doskonałą znajomością anatomii i malarskich tradycji. Dzieło spełniło swoje zadanie, Goya został przyjęty na członka akademii.
Krytyk sztuki Robert Hughes uważa Chrystusa na krzyżu za bez wątpienia najgorszy z obrazów Goi, namalowany wbrew własnemu stylowi, którego jedynym przeznaczeniem było zapewnienie artyście akademickiego tytułu. Inny krytycy nie są wobec dzieła tak surowi. Wprawdzie Goya otwarcie czerpie z pracy Velazqueza przedstawiając wyidealizowaną sylwetkę Chrystusa, jednak osobisty styl artysty odnajdujemy w wyrazie twarzy ukrzyżowanego. U Goi Chrystus jest pełen trwogi, jego cierpiąca twarz zwrócona jest pytająco ku niebiosom – co ujawnia skłonność Goi do ekspresjonizmu.

## Proweniencja
Po inauguracji w 1780 roku obraz automatycznie stał się własnością Akademii św. Ferdynanda, która w 1785 roku (z inicjatywy hrabiego Floridablanca) przekazała go do madryckiej Bazyliki San Francisco el Grande. W 1835 roku w wyniku kasacji dóbr kościelnych obraz znalazł się w zbiorach Muzeum Trójcy Świętej. To muzeum zostało połączone z Prado, gdzie obraz znajduje się od 1872 roku.